# Associazione Sportiva Cosenza 1946-1947
Questa voce raccoglie le informazioni riguardanti l'Associazione Sportiva Cosenza nelle competizioni ufficiali della stagione 1946-1947.

## Rosa
| N. |                   | Ruolo | Calciatore           |
| -- | ----------------- | ----- | -------------------- |
|    | Italia (bandiera) | C     | Ulderico Alò         |
|    | Italia (bandiera) | A     | Antonio Bacin        |
|    | Italia (bandiera) | P     | Francesco Biasi      |
|    | Italia (bandiera) | A     | R. Bruni             |
|    | Italia (bandiera) | C     | P. Bruno             |
|    | Italia (bandiera) | A     | Alfredo Capone       |
|    | Italia (bandiera) | P     | C. Caruso            |
|    | Italia (bandiera) | C     | A. Casartelli        |
|    | Italia (bandiera) | A     | Marcelliano Cattarin |
|    | Italia (bandiera) | D     | Bruno Crola          |
|    | Italia (bandiera) | D     | V. Dedone            |
|    | Italia (bandiera) | C     | Atilio Demaría       |

| N. |                      | Ruolo | Calciatore            |
| -- | -------------------- | ----- | --------------------- |
|    | Italia (bandiera)    | C     | Francesco Del Morgine |
|    | Italia (bandiera)    | D     | Alberto Delfrati      |
|    | Italia (bandiera)    | A     | Vincenzo Geraci       |
|    | Italia (bandiera)    | D     | Gino Manni            |
|    | Italia (bandiera)    | P     | Massimo Mari          |
|    | Italia (bandiera)    | A     | E. Pepe               |
|    | Italia (bandiera)    | A     | Bruno Pisani          |
|    | Italia (bandiera)    | C     | Mario Polack          |
|    | Argentina (bandiera) | C     | Pedro Pompei          |
|    | Italia (bandiera)    | A     | S. Tapparello         |
|    | Italia (bandiera)    | C     | D. Trombino           |
|    | Italia (bandiera)    | C     | Claudio Zaro          |